# U.S. Men's Clay Court Championships 2016 - Qualificazioni singolare
Le qualificazioni del singolare dell'U.S. Men's Clay Court Championships 2016 sono state un torneo di tennis preliminare per accedere alla fase finale della manifestazione. I vincitori dell'ultimo turno sono entrati di diritto nel tabellone principale. In caso di ritiro di uno o più giocatori aventi diritto a questi sono subentrati i lucky loser, ossia i giocatori che hanno perso nell'ultimo turno ma che avevano una classifica più alta rispetto agli altri partecipanti che avevano comunque perso nel turno finale.

## Teste di serie
1. Bjorn Fratangelo (ultimo turno)
2. Carlos Berlocq (qualificato)
3. Jared Donaldson (ultimo turno)
4. Dennis Novikov (primo turno)

1. Nicolás Kicker (qualificato)
2. Miša Zverev (qualificato)
3. Guido Andreozzi (primo turno)
4. Guilherme Clezar (primo turno)

## Qualificati
1. Miša Zverev
2. Carlos Berlocq

1. Nicolás Kicker
2. Matthew Barton

### Lucky Loser
1. Reilly Opelka

## Tabellone qualificazioni

### Legenda
| - Q = Qualificato - WC = Wild card - LL = Lucky loser | - ALT = Alternate - SE = Special Exempt - PR = Protected Ranking | - w/o = Walkover - r = Ritirato - d = Squalificato |

### Sezione 1
|  | Primo turno | Primo turno      | Primo turno      | Primo turno | Primo turno |  |  | Ultimo turno | Ultimo turno     | Ultimo turno     | Ultimo turno | Ultimo turno |  |
|  |             |                  |                  |             |             |  |  |              |                  |                  |              |              |  |
|  | 1           | Bjorn Fratangelo | Bjorn Fratangelo | 6           | 7           |  |  |              |                  |                  |              |              |  |
|  |             | Ernesto Escobedo | Ernesto Escobedo | 2           | 5           |  |  | 1            | Bjorn Fratangelo | Bjorn Fratangelo | 3            | 1            |  |
|  |             | Michael Mmoh     | 2                | 0           | r           |  |  | 6            | Miša Zverev      | Miša Zverev      | 6            | 6            |  |
|  | 6           | Miša Zverev      | 6                | 4           |             |  |  |              |                  |                  |              |              |  |

### Sezione 2
|  | Primo turno | Primo turno      | Primo turno      | Primo turno | Primo turno |  |  | Ultimo turno | Ultimo turno   | Ultimo turno   | Ultimo turno | Ultimo turno |  |
|  |             |                  |                  |             |             |  |  |              |                |                |              |              |  |
|  | 2           | Carlos Berlocq   | Carlos Berlocq   | 6           | 6           |  |  |              |                |                |              |              |  |
|  | Alt         | David Warren     | David Warren     | 0           | 2           |  |  | 2            | Carlos Berlocq | Carlos Berlocq | 6            | 6            |  |
|  | WC          | Brian Baker      | Brian Baker      | 6           | 7           |  |  | WC           | Brian Baker    | Brian Baker    | 4            | 0            |  |
|  | 8           | Guilherme Clezar | Guilherme Clezar | 2           | 63          |  |  |              |                |                |              |              |  |

### Sezione 3
|  | Primo turno | Primo turno       | Primo turno | Primo turno | Primo turno |  |  | Ultimo turno | Ultimo turno    | Ultimo turno | Ultimo turno | Ultimo turno |  |
|  |             |                   |             |             |             |  |  |              |                 |              |              |              |  |
|  | 3           | Jared Donaldson   | 6           | 2           | 6           |  |  |              |                 |              |              |              |  |
|  |             | Henri Laaksonen   | 1           | 6           | 4           |  |  | 3            | Jared Donaldson | 6            | 1            | 65           |  |
|  |             | Giovanni Lapentti | 5           | 6           | 4           |  |  | 5            | Nicolás Kicker  | 4            | 6            | 7            |  |
|  | 5           | Nicolás Kicker    | 7           | 1           | 6           |  |  |              |                 |              |              |              |  |

### Sezione 4
|  | Primo turno | Primo turno     | Primo turno     | Primo turno | Primo turno |  |  | Ultimo turno | Ultimo turno   | Ultimo turno   | Ultimo turno | Ultimo turno |  |
|  |             |                 |                 |             |             |  |  |              |                |                |              |              |  |
|  | 4           | Dennis Novikov  | Dennis Novikov  | 4           | 3           |  |  |              |                |                |              |              |  |
|  | WC          | Reilly Opelka   | Reilly Opelka   | 6           | 6           |  |  | WC           | Reilly Opelka  | Reilly Opelka  | 62           | 1            |  |
|  |             | Matthew Barton  | Matthew Barton  | 6           | 6           |  |  |              | Matthew Barton | Matthew Barton | 7            | 6            |  |
|  | 7           | Guido Andreozzi | Guido Andreozzi | 3           | 4           |  |  |              |                |                |              |              |  |